# الجيش التاسع عشر (الإمبراطورية الألمانية)
الجيش التاسع عشر ( (بالألمانية: 19. Armee / Armeeoberkommando 19 / A.O.K. 19)‏ Armee / Armeeoberkommando 19 / AOK 19 ) جيش في الجيش الألماني في الحرب العالمية الأولى. تم تشكيله في فرنسا في 4 فبراير 1918 من قيادة جيش الجنوب السابقة. وقد خدم حصريًا على الجبهة الغربية وتم حله في 24 يناير 1919.

## التاريخ

### ترتيب المعركة، 30 أكتوبر 1918
بحلول نهاية الحرب، كانت غالبية الوحدات المخصصة هي أقسام لاندوير ذات جودة أقل مما يدل على القطاع الهادئ نسبيا الذي كان الجيش يعمل فيه.
| تنظيم الجيش التاسع عشر في 30 أكتوبر 1918 | تنظيم الجيش التاسع عشر في 30 أكتوبر 1918 | تنظيم الجيش التاسع عشر في 30 أكتوبر 1918 |
| جيش                                      | فيلق                                     | قطاع                                     |
| ---------------------------------------- | ---------------------------------------- | ---------------------------------------- |
| الجيش التاسع عشر                         | الفيلق التاسع عشر                        | لواء لاندوير 84                          |
| الجيش التاسع عشر                         | الفيلق التاسع عشر                        | الفرقة 48 لاندوير                        |
| الجيش التاسع عشر                         | الفيلق السادس والستون                    | الفرقة الثانية البافارية لاندوير         |
| الجيش التاسع عشر                         | الفيلق السادس والستون                    | 19 Ersatz شعبة                           |
| الجيش التاسع عشر                         | الفيلق السادس والستون                    | شعبة الاحتياطي السابع عشر                |
| الجيش التاسع عشر                         | الفيلق الخامس عشر                        | الفرقة الأولى البافارية لاندوير          |
| الجيش التاسع عشر                         | الفيلق الخامس عشر                        | الفرقة 83                                |

## القادة
كان للجيش التاسع عشر القادة التاليون:
| من عند        | قائد                                         | سابقا                   | بعد ذلك،                                 |
| ------------- | -------------------------------------------- | ----------------------- | ---------------------------------------- |
| 4 فبراير 1918 | الجنرال دير إينفانتيري فيليكس جراف فون بوثمر | جيش الجنوب              | مستشار الوزارة البافارية للشؤون العسكرية |
| 9 أبريل 1918  | الجنرالوبيرليست فيليكس جراف فون بوثمر        | جيش الجنوب              | مستشار الوزارة البافارية للشؤون العسكرية |
| 8 نوفمبر 1918 | الجنرال دير إنفانتيري كارل فون فاسبندر       | أنا فيلق الاحتياطي فيلق | حالة الاحتياطي النشط                     |